# Ішмекеєво
Ішмеке́єво (рос. Ишмекеево, башк. Ишмәкәй) — присілок у складі Учалинського району Башкортостану, Росія. Входить до складу Уразовської сільської ради.
Населення — 251 особа (2010; 291 в 2002).
Національний склад:
- башкири — 98%

## Видатні уродженці
- Шаяхметов Фазулла Зайнуллович — Герой Соціалістичної Праці.